# Kosače
Kosače, velikaška obitelj u srednjovjekovnoj Bosni čiji su se posjedi nalazili oko spoja rijeka Pive i Tare i u gornjem Podrinju u okolici Foče, gdje se nalazilo selo Kosač (terra detta Cossac), po kojem je obitelj vjerojatno dobila ime. Poslije su pojedini članovi obitelji proširili posjede na cijeli Hum pa su do kraja 14. stoljeća pripadali najmoćnijim velikašima u bosanskoj banovini.

## Povijest obitelji do pada Hercegovine
Prvi poznati član obitelji bio je Vuk Hrane (1317. – 1359.), rudinski župan iz prve polovice 14. stoljeća, a imao je sinove Vlatka I. Vukovića († o.1403.) i Hranu Vukovića. Dok je Hrana poznat samo po imenu, Vlatko Vuković je kao vojvoda bosanske vojske te povjerenik kralja i bana Tvrtka I. Kotromanića, znatno je proširio obiteljske posjede zauzevši dio Huma i Konavala. Naslijedio ga je sinovac, vojvoda Sandalj Hranić Kosača (o.1370. – 1435.). Prva Sandaljeva supruga bila je Katarina, kći hrvatsko-dalmatinskoga bana Vuka Vukčića Hrvatinića, a druga, Jelena, kći srpskog kneza Lazara. Sandaljeva braća, Vukac (u. 1432.) i Vuk (u. 1424.), koji su imali posjede u gornjem Podrinju na podrucju župe Govze i grada Jeleča, nisu znatnije utjecali na zbivanja u Bosni. Vukov sin Ivan Vuković stupio je 1442. u službu Mlečana. Vukac je u braku s Katarinom (umrla poslije 1452.) imao djecu Stjepana Vukčića i Teodoru.
Vojvoda Sandalj je znatno pridonio jačanju roda Kosača. U Bosansko-dubrovačkom ratu 1403. – 1404. držao se uz najmoćnije velmože te na slomu Ostojine politike izgradio samostalan položaj. S vojvodom Hrvojem, knezovima Jurjem i Pavlom Radivojevićima sudjelovao je u Ostojinu svrgavanju i dovođenju na prijestolje Tvrtka II. u svibnju 1404. godine. Potom se obračunao s Radičem Sankovićem i prisvojio njihove zemlje i imanja od Popova do Nevesinja u Humu. Čini se da je već tada dobio dio drijevske carine te stekao naslov velikoga vojvode.
Stjepan Vukčić (1404. – 1466.) bio je najmoćniji plemić u banovini i najznačajniji Kosača. Godine 1435. nasljedio je čitavu Sandaljevu baštinu. Nosio je i titulu velikog vojvode rusaga bosanskog, ali se prema kralju i banu odnosio kao ravnopravan vladar i često je s njim vodio rat. U borbi protiv svojih protivnika, kao oslonac bili su mu Osmanlije. Za vrijeme dinastičkih borbi u Ugarskoj i Hrvatskoj i turskog opsjedanja Beograda zauzeo je Omiš i Poljica (1440.), a sljedećih godina, koristeći se slomom despotovine, Gornju Zetu i Bar. Njegov teritorij obuhvaćao je tada velik prostor od Lima do Cetine i od Rame do Kotorskog primorja.
Od 1448. godina nosio je titulu hercega od svetog Save. Nakon pada Smedereva 1459. i upada turskih snaga u Hercegovinu, došlo je 1461. do izmirenja s kraljem i banom Stjepanom Tomaševićem. Poslije pada (središnje) Bosne 1463., Turci su od 1465. postepeno, ali trajno zauzimali hercegove gradove u Humu i Podrinju, dok su Mlečani ugrabili Neretvansku krajinu (1444.). Godine 1466. pao je u turske ruke i tvrdi grad Blagaj, prijestolnica Kosača. Njegova vlast svedena je na usko obalno područje oko grada Herceg-Novog. Kako bi i to malo sačuvao bio je prisiljen dati sultanu svog najmlađeg sina Stjepana za taoca. Umro je 1466. u toku općeg rasula njegova nekoć jakog herceštva.
Od 1424. godine bio je oženjen Jelenom, kćerju zetskoga kneza Balše III. Balšića, s kojom je imao djecu: Vladislava Hercegovića, Vlatka Hercegovića i Katarinu. God. 1455. oženio je Barbaru, kćer ducis de Payro, a 1460. Ceciliju, s kojom je imao djecu Maru i Stjepana. 
Vladislav Hercegović ostao je sjeverno od Neretve, titulirajući se milošću Božjom mi vojvoda Vladislav, gospodar humski i primorski, vojvoda bosanski i veće, ili pak milošću Božjom veliki vojvoda rusaga bosanskoga. Pred turskim prodorom odselio se u Hrvatsku gdje je dobio posjede u Križevačkoj i Virovitičkoj županiji. Oženio se 1455. Anom, nećakinjom Irene Kantakuzenove, žene srpskoga despota Đurđa Brankovića. Imao je sina Petra Balšu.
Herceg Vlatko II. Hercegović Kosača oslanjao se na Mlečane i Napulj, te na kralja Matijaša Korvina i Dubrovčane koji su mu pomagali u obrani posljednjih posjeda. Međutim, Herceg-Novi se nije mogao dugo držati. Predao se početkom 1482. i time je Hercegovina konačno pala pod tursku vlast.
Najmlađi sin hercega Stjepana Vukčića, Stjepan, predan je kao taoc Turcima i 1474. godine primio je islam. Pod imenom Ahmed-paša Hercegović istakao se kao turski vojskovođa, a više puta je imenovan i za velikog vezira. Umro je 1517. godine.

## Povijest obitelji nakon pada Hercegovine
Stjepan Vukčić imao je iz braka s Jelenom Balšić kćer Katarinu te sinove Vladislava Hercegovića i Vlatka Hercegovića, a od žene Barbare de Payro sina Stjepana koji je primio islam i prozvao se Ahmed-paša Hercegović.

### Vladislavova grana Kosača
Vladislav Hercegović (o. 1426. – 1490.) imao je s Anom Kantakuzen sina Balšu († 1499.). Godine 1469. Vladislav je ženu i sina preselio iz Dubrovnika na posjed Kalnik u Slavoniji. Godine 1492. herceg Balša Hercegović spominje se među hrvatskim velikašima i plemićima koji su dali pristanak Maksimilijanu I. Habsburgovcu da bude izabran za hrvatskoga kralja. Njegov sin Petar Balša nastavio je stolovati u Kalniku i koristio je titulu hercega. Bio je oženjen mletačkom plemkinjom iz roda Querini i imao više sinova, od kojih su poimenice poznati Matija (u. prije 1533) i Vladislav II. Matija je bio oženjen Irenom Jakšić, kćerkom velikaša Stefana Jakšića i imao je sina Nikolu i kćer. Godine 1537. Nikola je s majkom napustio Slavoniju i preselio se na imanje svojih ujaka Jakšića u Čanadskoj županiji u Ugarskoj. Godine 1566. pisao Dubrovčanima da materijalno pomognu osiromašenim Kosačinim potomcima. Iz pisma je vidljivo da je imao sinove Juru, Pavla i Stipana te kćeri Katarinu i Mariju. Godine 1605. Dubrovčani su isplatili Vladislavovim potomcima prihode s njihovih imanja, nakon čega se više ne spominju u povijesnim izvorima.

### Vlatkova grana Kosača
Vlatko (II.) Hercegović (o.1427. – 1489.) se oženio 1455. nećakinjom Ulrika II. Celjskoga, a 1474. Margaretom Marsano, unukom aragonskoga kralja Alfonsa V. Velikodušnoga. Poslije suprugove smrti, udovica Margareta preudala se za mletačkog kapetana Marka Loredana i preselila se u Veneciju. Vlatkov sin Ivaniš Kosača postao je napoznatiji odvjetak mletačke grane Kosača (Cosazza). Bio je od 1505. član mletačkoga Velikoga vijeća, služio kao zapovjednik mletačkih postrojba u Venetu, a spominje se u Veneciji još 1546. godine. Imao je tri sina: Vlatko (III.) (1518. – 1591.), Stipan i Feranta (1535.-prije 1565.) te kćeri Fiorenzu, Sanu, Elizabetu i Virginiju.
Vlatko je imao osmericu sinova, a Ferante sina jedinca Ferantea (1558. – 1599.). Vlatkov sin Alfonsa (1556. – 1623.) imao je kći Izabelu, a drugi sin, Ivan (1522. – 1598.) u oporuci spominje sina Vlatka, nezakonitoga Matiju i kćer Anzelotu. Zadnji potomci Kosača u Veneciji spominju se izvorima 1640. godine.

### Ahmed-pašina grana Kosača
Islamizirani sin Stjepana Vukčića, Ahmed-paša Hercegović imao je sinove Ali-bega, Mustafa-bega, Ahmed-bega i Mehmed-bega te kćer Humu. Najpoznatiji je bio Ali-beg, koji je služio na sultanovu dvoru, stekao naslov kapidžibaše i sandžakbega u Egiptu. Mehmed-beg bio je sandžakbeg Bozoka (istočno od Ankare), a za pobune Turkmena ubijen je 1527. kao sandžakbeg Cilicije. Godine 1585. spominje se Mustafa-aga, vjerojatno Ahmed-pašin unuk. Ahmed-pašini nasljednici izumrli su kratko prije 1589. godine.

## Vanjske poveznice
- Kosače – Hrvatski biografski leksikon (hrv.)
- Rodoslovlje obitelji Kosača  Arhivirana inačica izvorne stranice od 19. listopada 2017. (Wayback Machine) (engl.)